# Nasipit (Agusan del Norte)
Nasipit is een gemeente in de Filipijnse provincie Agusan del Norte op het eiland Mindanao. Bij de laatste census in 2007 had de gemeente ruim 38 duizend inwoners.

## Geografie

### Bestuurlijke indeling
Nasipit is onderverdeeld in de volgende 19 barangays:
| - Aclan - Amontay - Ata-atahon - Barangay 1 - Barangay 2 - Barangay 3 - Barangay 4 - Barangay 5 - Barangay 6 - Barangay 7 | - Camagong - Cubi-cubi - Culit - Jaguimitan - Kinabjangan - Punta - Santa Ana - Talisay - Triangulo |

## Demografie
Nasipit had bij de census van 2007 een inwoneraantal van 38.096 mensen. Dit zijn 2.279 mensen (6,4%) meer dan bij de vorige census van 2000. De gemiddelde jaarlijkse groei komt daarmee uit op 0,85%, hetgeen lager is dan het landelijk jaarlijks gemiddelde over deze periode (2,04%). Vergeleken met de census van 1995 is het aantal mensen met 3.841 (11,2%) toegenomen.

De bevolkingsdichtheid van Nasipit was ten tijde van de laatste census, met 38.096 inwoners op 144,4 km², 263,8 mensen per km².